# شيكينيو (لاعب كرة قدم مواليد 1983)
شيكينيو (بالبرتغالية: Paulo Francisco da Silva Paz‏) هو لاعب كرة قدم برازيلي في مركز الوسط، ولد في 20 يونيو 1983 في Canguçu ‏ في البرازيل. لعب مع باوليستا وريفر بليت ونادي إنترناسيونال ونادي بالميراس ونادي برازيل دي بيلوتاس ونادي جوينفيل ونادي غوياس ونادي فورتاليزا ونادي فيتوريا.